# Еллесс Ендрюс
Еллесс Ендрюс (англ. Ellesse Andrews, нар. 31 грудня 1999) — новозеландська велогонщиця, срібна призерка Олімпійських ігор 2020 року, чемпіонка світу.

## Виступи на Олімпіадах
| Олімпіада  | Дисципліна | Місце |
| ---------- | ---------- | ----- |
| Токіо 2020 | спринт     | 11    |
| Токіо 2020 | кейрін     | 2     |

## Зовнішні посилання
- Еллесс Ендрюс [Архівовано 5 серпня 2021 у Wayback Machine.] на сайті Cycling Archives

1. 1 2 3  Olympedia — 2006.
2. 1 2 3  Cycling Archives
3. 1 2  Geenty M. Tokyo Olympics: Silver medallist Ellesse Andrews' family party like it's 1999 // Stuff — 2021.